# Kajmany na Letnich Igrzyskach Olimpijskich 2000
Kajmany na Letnich Igrzyskach Olimpijskich 2000 reprezentowało 3 zawodników, 1 mężczyzna i 2 kobiety.

## Skład kadry

### Lekkoatletyka
- Kareem Streete-Thompson – skok w dal mężczyzn (odpadł w kwalifikacjach)
- Cydonie Mothersille – bieg na 100 m kobiet (odpadła w 2 rundzie eliminacji)
- Cydonie Mothersille – bieg na 200 m kobiet (odpadła w 2 rundzie eliminacji)

### Żeglarstwo
- Tomeka McTaggart – klasa Europe (26. miejsce)